# خورخي رودريغو باريوس
خورخي رودريغو باريوس (بالإسبانية: Jorge Rodrigo Barrios)‏ مواليد 1 أغسطس 1976 في بوينس آيرس، الأرجنتين، هو ملاكم أرجنتيني بدأ مسيرته الاحترافية سنة 1996 حيث انتصر في نزاله الأول. حقق بطولة منظمة الملاكمة العالمية.

## إحصائيات
خاض خلال مسيرته 56 نزالا، فاز في 50 وتعادل في 1 وخسر في 4. فاز بالضربة القاضية في 35 نزالا.

## روابط خارجية
- خورخي رودريغو باريوس على موقع بوكس ريك (الإنجليزية) (registration required)